# 4680 Lohrmann
4680 Lohrmann (1937 QC) là một tiểu hành tinh vành đai chính được phát hiện ngày 31 tháng 8 năm 1937 bởi H.-U. Sandig ở Bergedorf.